# Нусаир Мазрауи
Нусаир Мазрауи (на нидерландски: Noussair Mazraoui) е марокански футболист, играе на поста десен бек. Той се състезава за Манчестър Юнайтед и Мароко.

## Клубна кариера
Нусаир Мазрауи е роден в Ледейрдроп, Нидерландия на 14 ноември, 1997 г. Присъединява се към АВВ Алфен. Впоследствие напуска отбора и преминава в Алфенсе Бойс, където изкарва една година, а през 2006 г. се озовава в школата на Аякс Амстердам. Там той дълго време играе като защитник, но в младежката формация бива преквалифициран като полузащитник. През сезон 2016 – 17 Нусаир Мазрауи започва професионалната си кариера на футболист в младежкия отбор на Аякс, Йонг Аякс. Там той отново започва да играе като краен защитник. Прави професионалния си дебют на 12 август 2016 г., когато Йонг Аякс гостува на Алмере Сити. След три гола на Рихайро Живкович и един на Вацлав Черни, Гастон Саласива вкарва за 1 – 4, което е и финалният резултат от мача. Нусаир Мазрауи е повикан пет минути преди края от треньора Марсел Кайзер, за да смени Живкович. През ноември 2016 г. Мазрауи подписва първия си професионален договор с Аякс до средата на 2018 г.
На 13 декември 2017 г. Мазрауи за първи път е в селекцията за мач на мъжкия отбор на Аякс. Мачът е срещу Екселсиор, а Мазрауи остава неизползвана резерва в състава, воден от Марсел Кайзер. Той прави дебюта си за Аякс пет кръга след това в домакински мач срещу НАК Бреда, който Аякс печели с 3 – 1. В този мач Нусаир е вкаран като смяна на Давид Нерез от треньора Ерик тен Хаг.
Първия си гол за мъжкия състав на Аякс Мазрауи вкарва на 2 октомври 2018 г. при равенството 1 – 1 срещу Байерн Мюнхен в мач от груповата фаза на УЕФА Шампионска лига. Вкарва втория си гол за Аякс на 23 октомври 2018 г. при победата над Бенфика с 1 – 0 в мач от груповата фаза на УЕФА Шампионска лига.

## Статистика

### Клубна кариера
Младежки отбори
| Сезон   | Клуб      | Лига | Лига         | Шампионат | Шампионат |
| Сезон   | Клуб      |      |              | Мачове    | Голове    |
| ------- | --------- | ---- | ------------ | --------- | --------- |
| 2016/17 | Йонг Аякс |      | Ерсте Дивиси | 33        | 6         |
| 2017/18 | Йонг Аякс | 22   | Ерсте Дивиси | 6         |           |
| Общо    |           |      |              | 55        | 12        |

Професионална кариера
| Сезон             | Клуб              |                   | Лига              | Шампионат | Шампионат | Купа   | Купа   | Европа | Европа | Други  | Други  | Общо   | Общо |
| Сезон             | Клуб              | Мачове            | Лига              | Голове    | Мачове    | Голове | Мачове | Голове | Мачове | Голове | Мачове | Голове |      |
| ----------------- | ----------------- | ----------------- | ----------------- | --------- | --------- | ------ | ------ | ------ | ------ | ------ | ------ | ------ | ---- |
| 2017/18           | Аякс              |                   | Ередивиси         | 8         | 0         | 0      | 0      | 0      | 0      | —      | —      | 8      | 0    |
| 2018/19           | Аякс              |                   | Ередивиси         | 8         | 0         | 0      | 0      | 9      | 2      | —      | —      | 17     | 2    |
| Общо              | Общо              | Общо              | Общо              | 16        | 0         | 0      | 0      | 9      | 2      | 0      | 0      | 25     | 2    |
| Общо за кариерата | Общо за кариерата | Общо за кариерата | Общо за кариерата | 16        | 0         | 0      | 0      | 9      | 2      | 0      | 0      | 25     | 2    |

Шампионска лига
| Мачове в Шампионска лига на Нусаир Мазрауи за Аякс | Мачове в Шампионска лига на Нусаир Мазрауи за Аякс | Мачове в Шампионска лига на Нусаир Мазрауи за Аякс | Мачове в Шампионска лига на Нусаир Мазрауи за Аякс | Мачове в Шампионска лига на Нусаир Мазрауи за Аякс | Мачове в Шампионска лига на Нусаир Мазрауи за Аякс |
| №                                                  | Дата                                               | Мач                                                | Резултат                                           | Cезон                                              | Голове                                             |
| Всички мачове за Аякс                              | Всички мачове за Аякс                              | Всички мачове за Аякс                              | Всички мачове за Аякс                              | Всички мачове за Аякс                              | Всички мачове за Аякс                              |
| -------------------------------------------------- | -------------------------------------------------- | -------------------------------------------------- | -------------------------------------------------- | -------------------------------------------------- | -------------------------------------------------- |
| 1.                                                 | 19 септември 2018                                  | АЕК Атина – Аякс                                   | 0 – 3                                              | Шампионска лига 2018/19                            |                                                    |
| 2.                                                 | 2 октомври 2018                                    | Аякс – Байерн Мюнхен                               | 1 – 1                                              | Шампионска лига 2018/19                            | 22'                                                |
| 3.                                                 | 23 октомври 2018                                   | Аякс – Бенфика                                     | 1 – 0                                              | Шампионска лига 2018/19                            | 90+2'                                              |

Последна актуализация: 24 октомври 2018.

## Международна кариера

### Младежки отбор
Мазрауи изиграва три международни мача за националния отбор на Мароко до 20 години.

### Национален отбор
На 9 септември 2018 г. Нусаир Мазрауи направи дебюта си за Мароко в квалификационен мач за Купата на африканските нации срещу националния отбор на Малави. Мачът е спечелен от мароканците с 3:0.
| Мачове на Нусаир Мазрауи за Мароко | Мачове на Нусаир Мазрауи за Мароко | Мачове на Нусаир Мазрауи за Мароко | Мачове на Нусаир Мазрауи за Мароко | Мачове на Нусаир Мазрауи за Мароко           | Мачове на Нусаир Мазрауи за Мароко |
| №                                  | Дата                               | Мач                                | Резултат                           | Състезание                                   | Голове                             |
| Всички мачове за Мароко            | Всички мачове за Мароко            | Всички мачове за Мароко            | Всички мачове за Мароко            | Всички мачове за Мароко                      | Всички мачове за Мароко            |
| ---------------------------------- | ---------------------------------- | ---------------------------------- | ---------------------------------- | -------------------------------------------- | ---------------------------------- |
| 1.                                 | 8 септември 2018                   | Мароко – Малави                    | 3 – 0                              | Квалификация за Купата на африканските нации |                                    |

Последна актуализация: 9 септември 2018.

## Успехи
Като футболист
| Ерсте Дивиси | 1x | 2017/18 |

Лични постижения
| Награда                       | Количество | Година |
| ----------------------------- | ---------- | ------ |
| Алфенски спортист на годината | 1x         | 2017   |